# Kolenslag

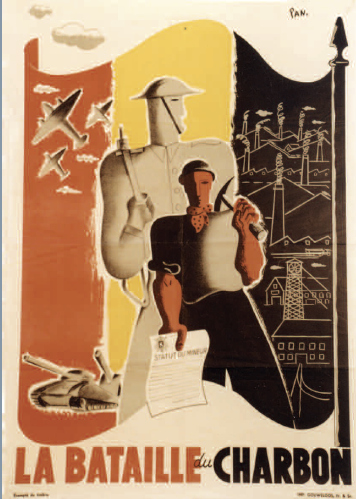
Affiche van het ministerie van Arbeid en Sociale Voorzorg (ca. 1946)

De Kolenslag (Frans: la Bataille du Charbon) was het naoorlogse beleid in België en Frankrijk om de steenkoolproductie op te drijven en zo de energetische basis te leggen voor de economische wederopbouw. Daarvoor moest worden afgerekend met een nijpend tekort aan mijnwerkers. Deze problematiek had zich al in het interbellum afgetekend en was in de oorlogsjaren met dwangmaatregelen onderdrukt.
In België was eerste minister Achille Van Acker de drijvende kracht achter de Kolenslag. Hij verbeterde de arbeidsvoorwaarden, kondigde een burgerlijke mobilisatie af, stelde Duitse krijgsgevangenen tewerk, sloeg stakingen neer en liet Italiaanse gastarbeiders overkomen. Van Acker behaalde zijn kortetermijndoel en hield er de bijnaam Achille Charbon aan over.
In Frankrijk voerde generaal Charles de Gaulle een gelijkaardig beleid.

## Naam
De naam "Kolenslag" verscheen voor het eerst in druk in een anonieme brochure van Jean-Paul Brial uit 1945, L’angoissant problème du charbon. De militaire metafoor geeft treffend weer dat het om een verderzetting van de oorlogseconomie ging.

## Economische en politieke context
De Belgische steenkoolmijnen waren vrijwel ongeschonden uit de Tweede Wereldoorlog gekomen, in tegenstelling tot de Duitse en Franse concurrentie. Tijdens de bezetting waren ze ingeschakeld in de Duitse oorlogseconomie, met verlies aan arbeidskrachten en schuldenopbouw tot gevolg. De productie was gedaald tot een kwart van het vooroorlogse niveau, ondanks de inzet van Russische krijgsgevangenen en Belgische vrijwilligers (die daarmee dwangarbeid in Duitsland konden ontlopen). Een krachtig herstel was een voorwaarde voor de wederopbouw en moest de Belgische industrie een voorsprong geven op de exportmarkten.
In de maanden na de bevrijding heerste grote sociale onrust. In de Waalse steenkoolmijnen en in Antwerpen werd een algemene staking gehouden (jaarwisseling '44-'45) en bevoorradingstekorten brachten vrouwen ertoe het kabinet van de eerste minister te bezetten. De regering nam de Wet op de Maatschappelijke Zekerheid aan en de mijnwerkers kregen een eigen stelsel. Het bracht de stabiliteit niet meteen terug. De socialist Van Acker bracht de regering-Pierlot ten val en vormde een regering van nationale eenheid waarin ook communisten zetelden. Hun eenheidsbeweging, gegroeid uit de Syndicale Strijdcomité's, werd erkend.

## Maatregelen
Het knelpunt voor een productieoffensief was dat de steenkoolmijnen niet genoeg houwers konden rekruteren. De reden hiervoor was structureel en sinds lang bekend: ondergrondse arbeid was onveilig, ongezond en onderbetaald. Het aanbieden van betere lonen en werkomstandigheden botste met de wens om de steenkoolprijs laag te houden via reglementering. Het mijnwerkersstatuut van april 1945 voorzag in loontoeslagen, aanvullend pensioen en extra vrije dagen. De loonschalen behoorden tot de hoogste van Europa. Daar stond tegenover dat stakingen en bezettingen van steenkoolmijnen hardhandig werden gebroken. Eveneens in april kondigde Van Acker een burgerlijke mobilisatie af. Ex-mijnwerkers en werklozen moesten verplicht aan de slag (waarbij de Staatsveiligheid erop toezag dat geen criminelen en communisten werden binnengehaald). Uit bevrijde Duitse kampen werden displaced persons geronseld om in de mijnen te komen werken. Het ging voornamelijk om Oost-Europeanen. Ook krijgsgevangen Duitsers werden ingezet. Eind 1945 ging het om 45.000 personen en in 1946 liep dit op tot 64.000 (28% van de mijnwerkers in België). Ze waren gehuisvest in gevangenisbarakken. In mei 1947 moest de regering onder druk van de Verenigde Staten en Groot-Brittannië de Duitsers laten gaan, omdat hun krijgsgevangenschap niet langer in overeenstemming was met de Derde Geneefse Conventie. Een kleine 4.000 van hen verkoos om te blijven als vrije mijnwerkers. In oktober 1945 maakte Van Acker zijn voornemen kenbaar om ook collaborateurs in te zetten (in ruil voor strafvermindering). Ondanks ongenoegen bij de gewone mijnwerkers, die het als een oneer zagen om zij aan zij te werken met incivieken, openden de eerste penitentiaire mijncentra in de volgende maanden. Gastarbeid was een volgende bron van werkkrachten. Fedechar rekruteerde actief in het buitenland en kreeg steun vanuit de regering, die op 20 juni 1946 het Accord du Charbon afsloot met Italië. Door dit verdrag kreeg het land 200 kg steenkool voor elke werkdag van een Italiaan in een Belgische mijn. Zo'n 50.000 mensen maakten gebruik van het akkoord. Alleen al in Luik waren er 12.000 Italianen aan de slag in 1946-49. In de Belgische mijnen werkten ook aanzienlijke groepen Polen en Nederlanders.
Na de oorlog waren stemmen opgegaan om de sector naar Brits en Frans voorbeeld te nationaliseren, maar minister Albert De Smaele koos voor reorganisatie. Zijn plan voor regionale fusies kreeg echter geen uitvoering. Er kwam wel een compensatiestelsel (eerst vrijwillig, later verplicht) waarbij de verlieslatende mijnen ondersteund werden door de rendabele.

## Balans
Het winnen van de kolenslag was, met de muntsanering van Camille Gutt, een cruciale factor in het naoorlogse herstel. De vooropgezette productiedoelen werden gehaald en overtroffen (85% van het vooroorlogse niveau begin 1947). De records waren echter niet te danken aan een gestegen productiviteit en zijn daarom wel geïnterpreteerd als een kortetermijnsucces. De politiek van goedkope prijzen bleef moeilijk verzoenbaar met een aantrekkelijk loonbeleid en gerichte investeringen. De focus op output ging ten koste van de veiligheid, waar pas verandering in zou komen met de mijnramp van Marcinelle. Het steenkoolbeleid was dan al overgedragen aan de EGKS. Die mocht zich buigen over een grotendeels verouderde sector waar sluitingen en afvloeiingen aan de orde van de dag waren.
Het snelle succes van de kolenslag straalde af op de voordien onbekende Van Acker. Nog in zijn derde regering bleef de kolenslag een absolute prioriteit, genoemd in de regeringsverklaring naast de prijzenslag en de uitvoerslag. Ook nadien bleef de Belgische regering een actief steenkoolbeleid voeren.

## Voetnoten
1. ↑  Wetten van 10 januari en 8 mei 1945
2. ↑  Besluitwet van 12 november 1946